# Lyman Law
Lyman Law (* 19. August 1770 in New London, Colony of Connecticut; † 3. Februar 1842 ebenda) war ein US-amerikanischer Politiker. Zwischen 1811 und 1817 vertrat er den Bundesstaat Connecticut im US-Repräsentantenhaus.

## Werdegang
Lyman Law entstammte einer bekannten Politikerfamilie. Sein Vater Richard (1733–1806) war Mitglied des Kontinentalkongresses und Bundesrichter, sein Sohn John (1796–1873) vertrat zwischen 1861 und 1865 den Staat Indiana im Kongress. Nach einer guten Grundschulausbildung besuchte Law bis 1791 das Yale College. Nach einem anschließenden Jurastudium und seiner 1793 erfolgten Zulassung als Rechtsanwalt begann er in New London in diesem Beruf zu praktizieren.
Politisch war Law Mitglied der Föderalistischen Partei. Zwischen 1801 und 1810 saß er mehrfach als Abgeordneter im Repräsentantenhaus von Connecticut. In den Jahren 1806, 1809 und 1810 war er Präsident dieses Gremiums. Bei den staatsweit ausgetragenen Kongresswahlen des Jahres 1810 wurde er für das siebte Abgeordnetenmandat von Connecticut in das US-Repräsentantenhaus in Washington, D.C. gewählt, wo er am 4. März 1811 die Nachfolge von Ebenezer Huntington antrat. Nach zwei Wiederwahlen konnte er bis zum 3. März 1817 drei zusammenhängende Legislaturperioden im Kongress absolvieren. In diese Zeit fiel der Britisch-Amerikanische Krieg von 1812.
Nach dem Ende seiner Zeit im US-Repräsentantenhaus arbeitete Law wieder als Anwalt. In den Jahren 1819 und 1826 gehörte er dem Repräsentantenhaus von Connecticut an. Er starb im Februar 1842 in seinem Geburtsort New London.